# ذبابة طويلة الأرجل
ذبابة طويلة الأرجل (الاسم العلمي: Dolichopus)، جنس ذباب كبير (العدد) عالمي الانتشار من فصيلة ذباب طويل الأرجل وهو الجنس الأكبر في فصيلته. يضم أكثر من 600 نوع مُنتشرة في جميع أنحاء العالم. الذبابة البالغة منه يكون طولها في العادة أقل من 8 مم. جميع الأنواع تقريبًا ذات ألوان معدنية زرقاء ضاربة إلى الخضرة إلى القلزية المُخضرة.

## معرض صور

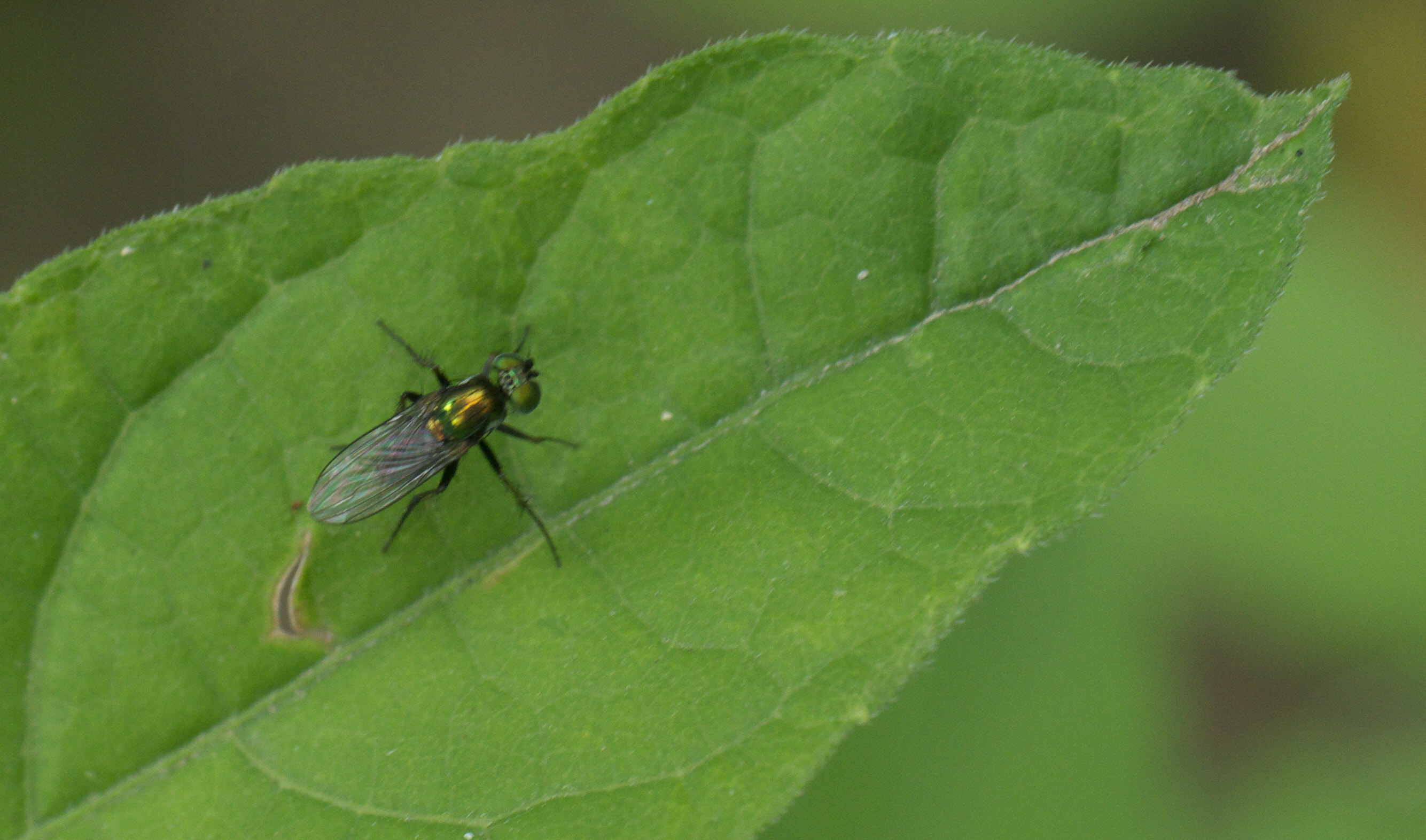
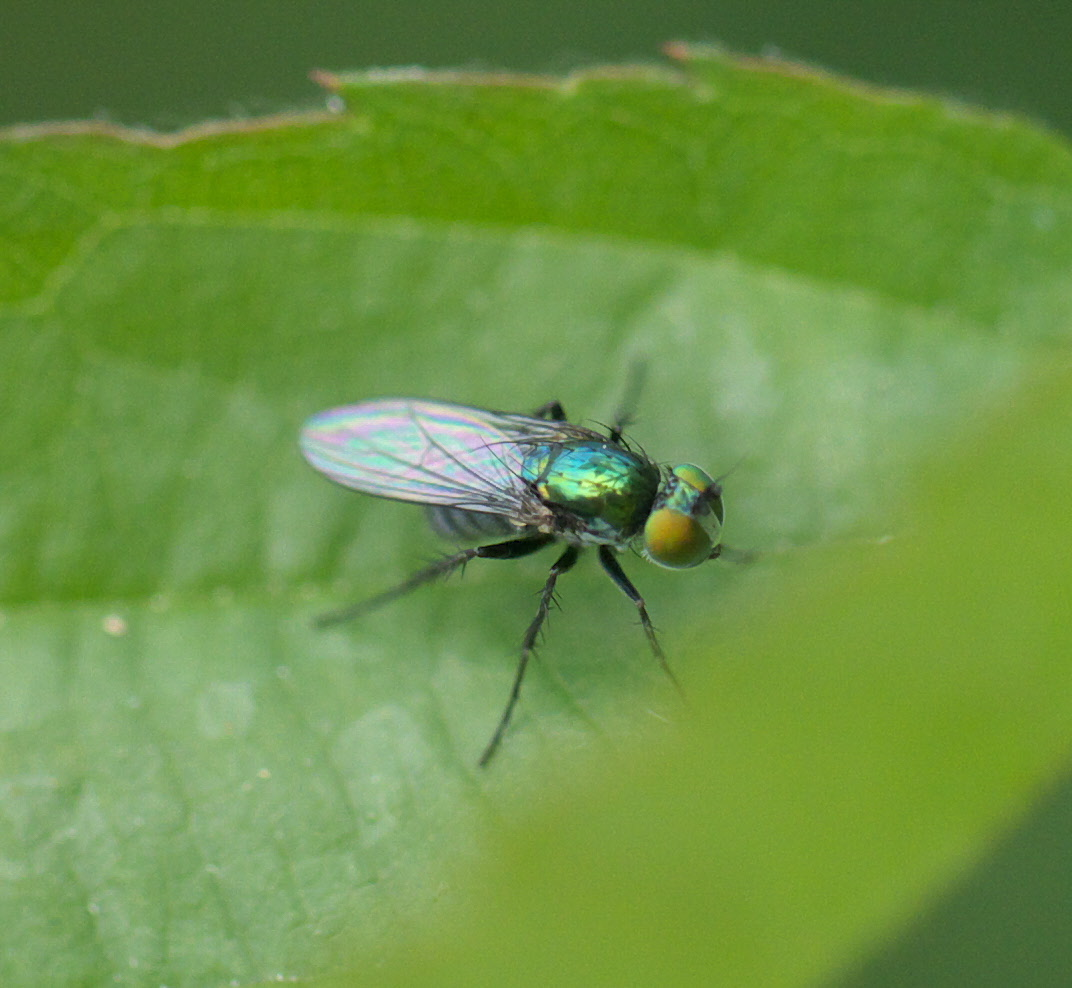